# کاتسویا (بازیگر)
کاتسویا (انگلیسی: Katsuya؛ زادهٔ ۸ مهٔ ۱۹۷۵) بازیگر، و صداپیشه اهل ژاپن است.